# Goran Vujović
Goran Vujović (Cetinje, 1987. május 3. –) egyszeres montenegrói válogatott labdarúgó, a Kom játékosa.

## Pályafutása
Goran Vujović az akkor még Jugoszláviához, ma már Montenegróhoz tartozó, Cetinjében látta meg a napvilágot. A labdarúgást mégis Belgrád egyik városrészében, Zimonyban kezdte el, az FK Teleoptik csapatában. 2005-től, 2006-ig játszott itt, majd eligazolt az FK Banat Zrenjanin csapatához.

### FK Banat
A csapat 2006 januárjában alakult meg, de jogelődjének köszönhetően, a szerb első osztályban szerepelhetett a továbbiakban is. Vujović a 2006/07-es szezonban hat mérkőzést játszott első profi klubjában, és egy gólt ért el. A csapat az alapszakaszbeli nyolcadik helyezés után, végül kilencedikként zárt.
A következő szezonban már sokkal több lehetőséget kapott a játékos, és ezt meg is hálálta. Huszonkilenc bajnokin szerepelt, mindössze négyet hagyott ki a szezonból. Összesen hét gólt szerzett, amivel csapata házi gólkirálya lett, viszont ez sem volt elég csapata bennmaradásához, amely búcsúzott az első osztálytól. Az utánpótlás válogatott labdarúgóra ekkor figyelt fel az FC Fehérvár, és szerződést kötöttek a labdarúgóval, kinek értéke ekkor a transfermarkt.de alapján 200 ezer € volt. Érdekesség, hogy mára már ez az összeg 600 ezer €.

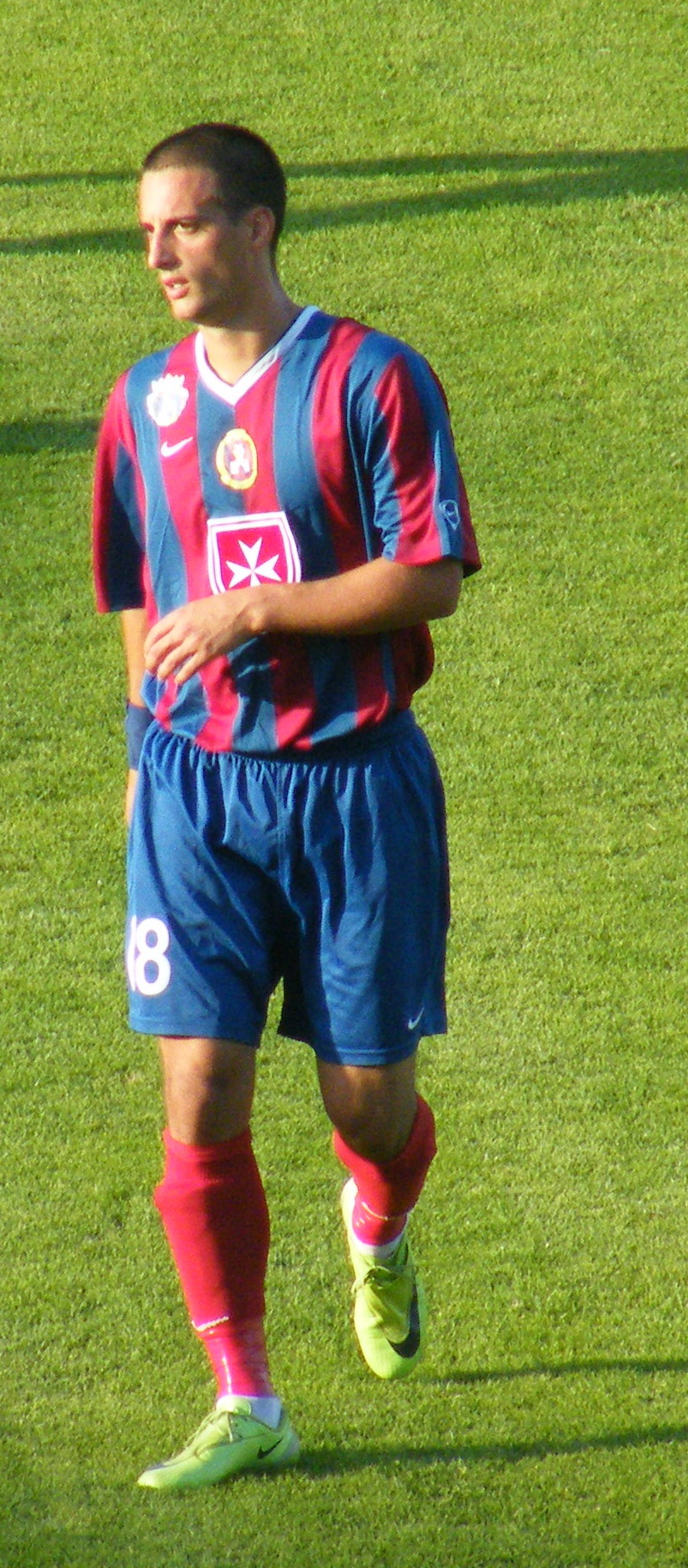
Vujović 2009-ben

### Magyarországi klubok
Vujović 2008. június 17-én írta alá hároméves szerződését a magyar csapattal. A magyar első osztályban 2008. július 26-án mutatkozott be, a Siófok ellen. Az első gólját még október 4-én megszerezte, a Paks ellen. Ráadásul rögtön duplázott. Ez a két gólja volt az őszi szezonban. Tavasszal viszont elkezdte a góltermelést, betalált sorban a Kecskemét, az MTK Budapest, a Diósgyőr, a Győri ETO, a Vasas, és az Újpest ellen. Az MTK elleni mesterhármas volt, az utolsó három gólt, pedig egymás utáni három fordulóban szerezte. Összesen, így tíz gólt szerzett, huszonnégy meccsén, a csapat pedig ötödikként zárta az évadot. A Ligakupát viszont elhódította a székesfehérvári alakulat, a döntőben a Pécset megverve. A meccsen Vujović két gólt is szerzett, így nagy érdeme volt a kupa elhódításában.
A 2009/10-es szezonban rendre sérülésekkel küszködött, így csak hét első osztályú meccs jutott számára. Háromszor kezdőként, és négyszer csereként számolt vele Mezey György a Videoton edzője. Nem is sikerült betalálnia ezeken a találkozókon. A másodosztályban játszó Videoton II csapatában négyszer is lehetőséget kapott, ott egy gólt ért el, a Kozármisleny ellen. Sérülései miatt, nem tudott jelentős szerepet vállalni a Videoton számára kimagasló idényből, hiszen ezüstérmesként zárták az évadot. Számtalan sérülése miatt nem tudott igazán kibontakozni, így többször is kölcsönadták, előbb a Kecskemétnek, majd a Haladásnak. Szerződése lejárta után az újonc Eger szerződtette, ahonnan 3 hónappal később távozott.

### Montenegró
Fél szezonra a montenegóri FK Lovćen játékosa lett, ahol jól ment neki a góllövés, 14 bajnoki mérkőzésen 8 gólt lőtt. 2013 nyarán a bajnokesélyes FK Mogren szerződtette, a klubnak azonban a bajnokság felére elfogyott minden pénze, ezért ismét váltott, a Sutjeska Nikšić szerződtette, e csapat színeiben az idény végén bajnoki címet ünnepelhetett. A csapat színeiben a következő, 2014-15-ös bajnokságban 21 góllal montenegrói gólkirályi címet szerzett.

## Arsenal Tula
2015 nyarán az orosz másodosztályba kiesett FK Arszenal Tulával kötött hároméves szerződést.

## Válogatott
Vujović többszörös montenegrói utánpótlás válogatott labdarúgó. A felnőtt válogatottban, 2009. június 6-án debütált, egy Ciprus elleni világbajnoki-selejtezőn. A 2010-es labdarúgó-világbajnokság selejtezőkörében nem kapott több szerepet. A 8. csoportot végül ötödikként fejezték be.

## Mérkőzései a montenegrói válogatottban
| #  | Dátum           | Ellenfél | Eredmény | Kiírás       | Esemény |
| -- | --------------- | -------- | -------- | ------------ | ------- |
| 1. | 2009. június 6. | Ciprus   | 2 – 2    | Vb-selejtező |         |

## Sikerei, díjai
Videoton FC
- Magyar bajnokság aranyérmése (2010–11)
- Magyar bajnokság ezüstérmese (2009–10)
- Ligakupa győztes (2008–09)

Kecskeméti TE
- Magyar kupa győztes (2010–11)

FK Sutjeska Nikšić
- Montenegrói bajnokság aranyérmese (2013–14)
- Montenegrói bajnokság ezüstérmese (2014–15)
- Montenegrói gólkirály (2014–15)